# Barbara Prainsack
Barbara Prainsack (* 1975 in Klagenfurt) ist eine österreichische Politikwissenschaftlerin, Universitätsprofessorin und Sachbuchautorin.

## Leben und Wirken
Prainsack studierte Politikwissenschaft an der Universität Wien, wo sie, nach einem Gastaufenthalt an der University of California, San Francisco, 2003 zum Dr. phil. promovierte. Für ihre Doktorarbeit zur Regulierung der embryonalen Stammzellenforschung wurde ihr der Dissertationspreis der Österreichischen Gesellschaft für Politikwissenschaft (ÖGPW) verliehen. Von 2005 bis 2007 war sie als Postdoktorandin am Institut für Politikwissenschaft der Universität Wien beschäftigt. Im Oktober 2005 war sie Gastprofessorin am Institute of International Studies der Ramkhamhaeng-Universität in Bangkok und im Herbst 2006 Gastforscherin am ESRC Centre for Economic and Social Aspects of Genomics an der Cardiff University. Von 2007 bis 2010 war Prainsack als Senior Lecturer, ab September 2010 bis 2011 als Reader (Associate Professor) am Centre for Biomedicine & Society des King’s College London. Im Sommersemester 2010 unterrichtete sie als Gastdozentin am Fachbereich Gesellschaftswissenschaften der Goethe-Universität Frankfurt am Main. Ab September 2011 war sie bis Dezember 2012 Professorin für Soziologie und Politik der Biowissenschaften an der Brunel University in London. Von 2013 bis 2017 war sie Professorin am Department of Global Health & Social Medicine am King’s College London.
Seit Oktober 2017 ist Barbara Prainsack Professorin für Vergleichende Politikfeldanalyse am Institut für Politikwissenschaft an der Universität Wien. 2020 wurde sie als Nachfolgerin von Oliver Rathkolb zur Vorsitzenden des wissenschaftlichen Beirat des Theodor-Körner-Fonds bestellt. Für die Funktionsperiode 2022 bis 2024 wurde sie zu einem Mitglied der European Group on Ethics in Science and New Technologies (EGE) ernannt. Per 1. Jänner 2024 wurde sie zur Beirätin des „Gegenrechtsschutz“ der Stiftung COMÚN bestellt.
In ihrem Buch Das Solidaritätsprinzip: ein Plädoyer für eine Renaissance in Medizin und Bioethik plädiert die Expertin für Gesundheitspolitik für ein bedingungsloses Grundeinkommen.

## Mitgliedschaften
Barbara Prainsack ist Mitglied in folgenden Organisationen:
- Österreichische Bioethikkommission (seit 2009)
- Britische Royal Society of Arts (seit 2011)
- Gruppe für Ethik der Naturwissenschaften und der Neuen Technologien der Europäischen Kommission (seit 2017)
- Königlich Dänische Akademie der Wissenschaften (gewähltes ausländisches Mitglied, seit 2017)[8]
- Bruno Kreisky Forum (wissenschaftlicher Beirat)[9]
- Momentum Institut (Advisory Board)[10]
- Vertreterin des Vereinigten Königreiches im Komitee für Sozialwissenschaften, European Cooperation in Science & Technology (COST) (2009–2014)
- Leiterin des Forward Look zur Personalisierten Medizin, European Science Foundation (ESF) (2011–2012, gemeinsam mit Aarno Palotie und Stephen Holgate)
- Ethikkommission der Britischen Nationalen DNA-Datenbank (2015–2017)
- Rockefeller Foundation (2016, Bellagio Fellow)
- Academia Europaea (2019)[11]
- Deutsche Akademie der Technikwissenschaften (seit 2021)[12]
- Österreichische Akademie der Wissenschaften, korrespondierendes Mitglied (2022)[13]
- Stiftung COMÚN, Fachbeirätin für die Funktionsperiode 2024[5]

## Publikationen (Auswahl)
- Das Solidaritätsprinzip : ein Plädoyer für eine Renaissance in Medizin und Bioethik. gemeinsam mit Alena Buyx, Campus-Verlag, Frankfurt am Main 2016, ISBN 978-3-593-50523-7.
- Vom Wert des Menschen. Warum wir ein bedingungsloses Grundeinkommen brauchen. Christian Brandstätter Verlag, Wien 2020, ISBN 978-3-7106-0464-5.
- The Pandemic Within: Policy Making for a Better World, gemeinsam mit Hendrik Wagenaar, Policy Press 2021, ISBN 978-1-4473-6223-4.
- Wofür wir arbeiten, Herausgeber Hannes Androsch, Christian Brandstätter Verlag, Wien 2023, ISBN 978-3-7106-0688-5 F.